# Oculobrium abbreviatum
Oculobrium abbreviatum är en skalbaggsart som beskrevs av Karl Adlbauer 2004. Oculobrium abbreviatum ingår i släktet Oculobrium och familjen långhorningar. Inga underarter finns listade i Catalogue of Life.